# Kolossi (Ort)
Kolossi (griechisch Κολόσσι) ist eine Gemeinde im Bezirk Limassol in der Republik Zypern. Bei der Volkszählung im Jahr 2021 hatte sie 6482 Einwohner.

## Lage und Umgebung

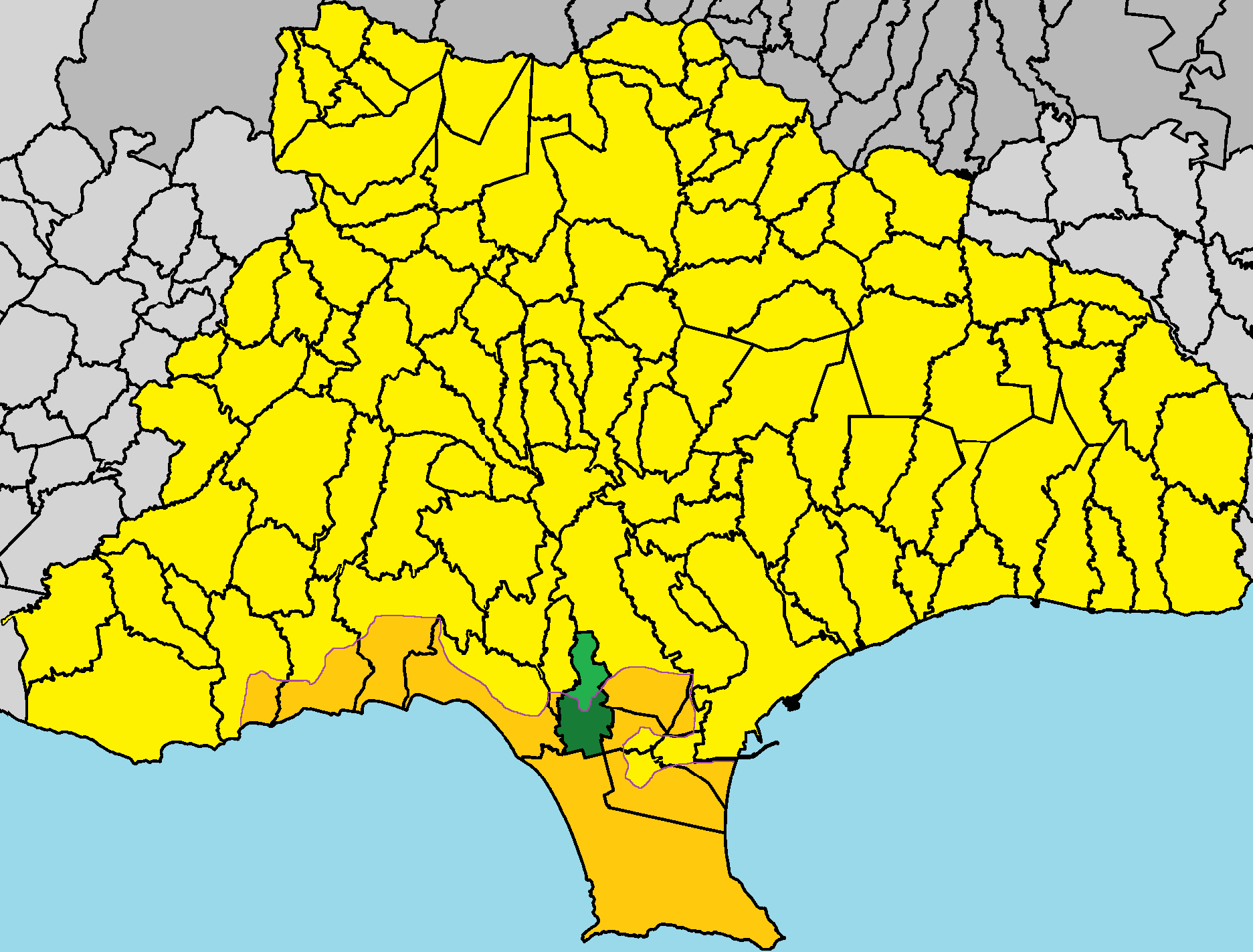
Lage im Bezirk Limassol

Kolossi liegt im Süden der Mittelmeerinsel Zypern auf einer Höhe von etwa 45 Metern, am Stadtrand von Limassol und 11 Kilometer von dieser Hafenstadt entfernt.
Das etwa 9,6 Quadratkilometer große Dorf grenzt im Westen an Erimi und Episkopi, im Süden an Akrotiri, im Osten an Trachoni und im Norden und Osten an Ypsonas. Ein Teil des Verwaltungsgebiets der Gemeinde gehört zum Territorium der britischen Basis Akrotiri.

## Geschichte
1192 verkaufte Richard Löwenherz Zypern an Guido von Lusignan, einem französischen Adeligen und abgesetzten König von Jerusalem. Der neue Eroberer der Insel brachte viele Ritter, Adelige und Militärorden mit sich. Er gewährte ihnen große Landstriche und Privilegien, errichtete das Feudalsystem und schützte seine Souveränität über die Insel vor inneren und äußeren Feinden. Eines dieser Herrenhäuser war das Herrenhaus von Kolossi. Es umfasste etwa 60 Dörfer und erstreckte sich von der fruchtbaren Ebene an der Mündung des Flusses Kouri bis zu den Dörfern Vouni und Kilani. Das Herrenhaus von Kolossi wurde dem französischen Adligen Garinus de Colosse zugesprochen. Der Name des Dorfes ist auf den Namen dieses Adligen zurückzuführen.
1210 kaufte der König von Zypern Hugo I. das Lehen und übertrug es an den Orden der Ritter des Heiligen Johannes von Jerusalem. Die Johanniterritter bauten die erste kleinere Festung in Kolossi. Die Festung war das Zentrum ihrer Militärverwaltung. Zu Beginn des 13. Jahrhunderts begann die Besiedlung des Gebiets, das zum Dorf Kolossi wurde. 1427 wurde die Festung durch Überfälle der Mamluken von Ägypten zerstört. 1454 wurde unter dem Kommandanten des Johanniterordens Louis de Magnac die bestehende Festung, die mittelalterliche Burg Kolossi, auf den Ruinen der vorherigen errichtet.

### Bevölkerungsentwicklung
| Jahr      | 1881 | 1891 | 1901 | 1911 | 1921 | 1931 | 1946 | 1960 | 1976 | 1982 | 1992 | 2001 | 2011 | 2021 |
| Einwohner | 389  | 355  | 374  | 445  | 411  | 392  | 546  | 751  | 1090 | 2323 | 2982 | 3745 | 5651 | 6482 |

## Kultur und Sehenswürdigkeiten

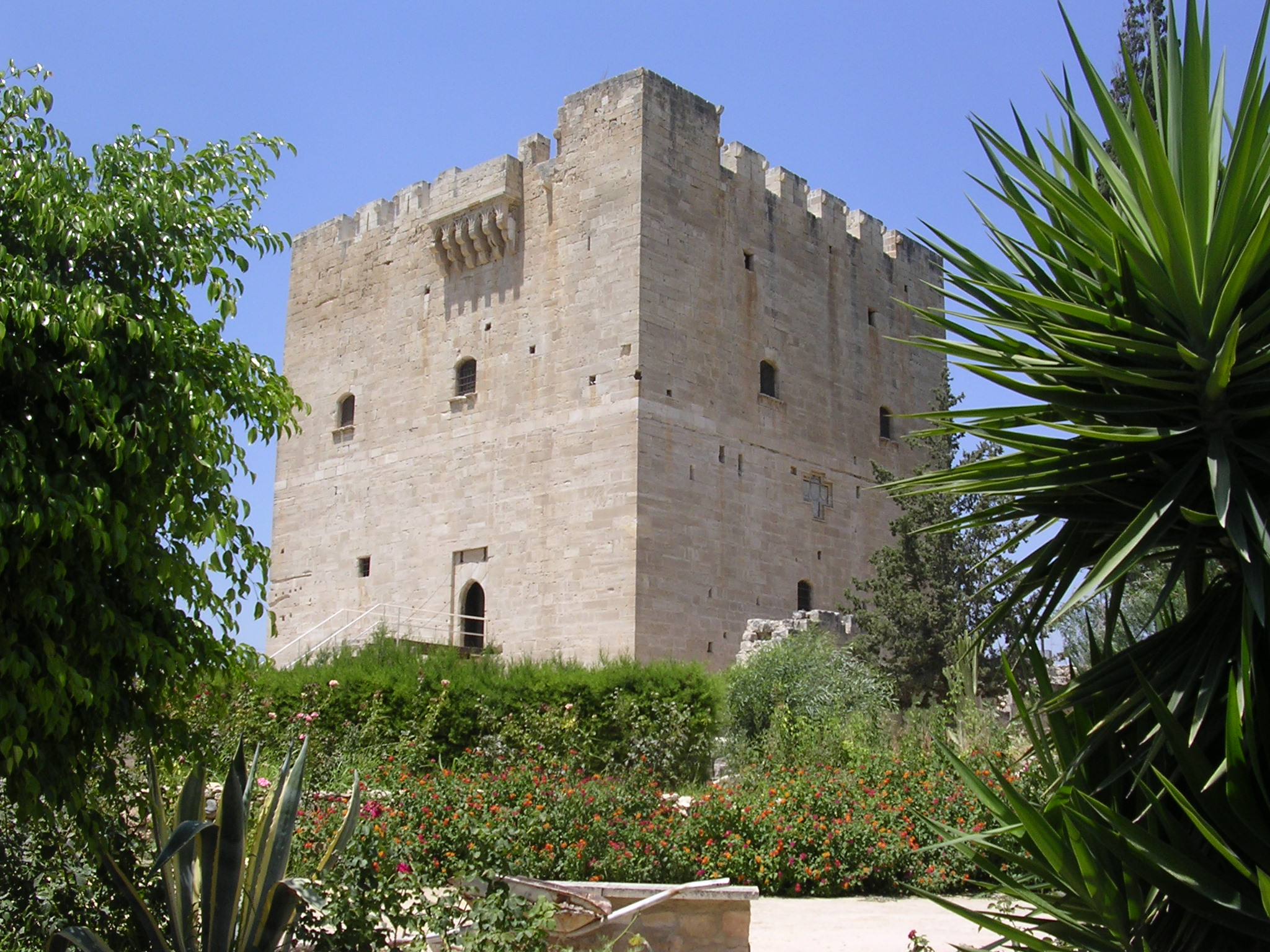
Die Burg Kolossi

- Kolossi ist eine Niederungsburg am südwestlichen Rand des Dorfes. Sie war für die Verwaltung des südlichen Zyperns von großer strategischer Bedeutung und diente zudem als Lager von Zucker, einem der wichtigsten Exportgüter Zyperns im Mittelalter.

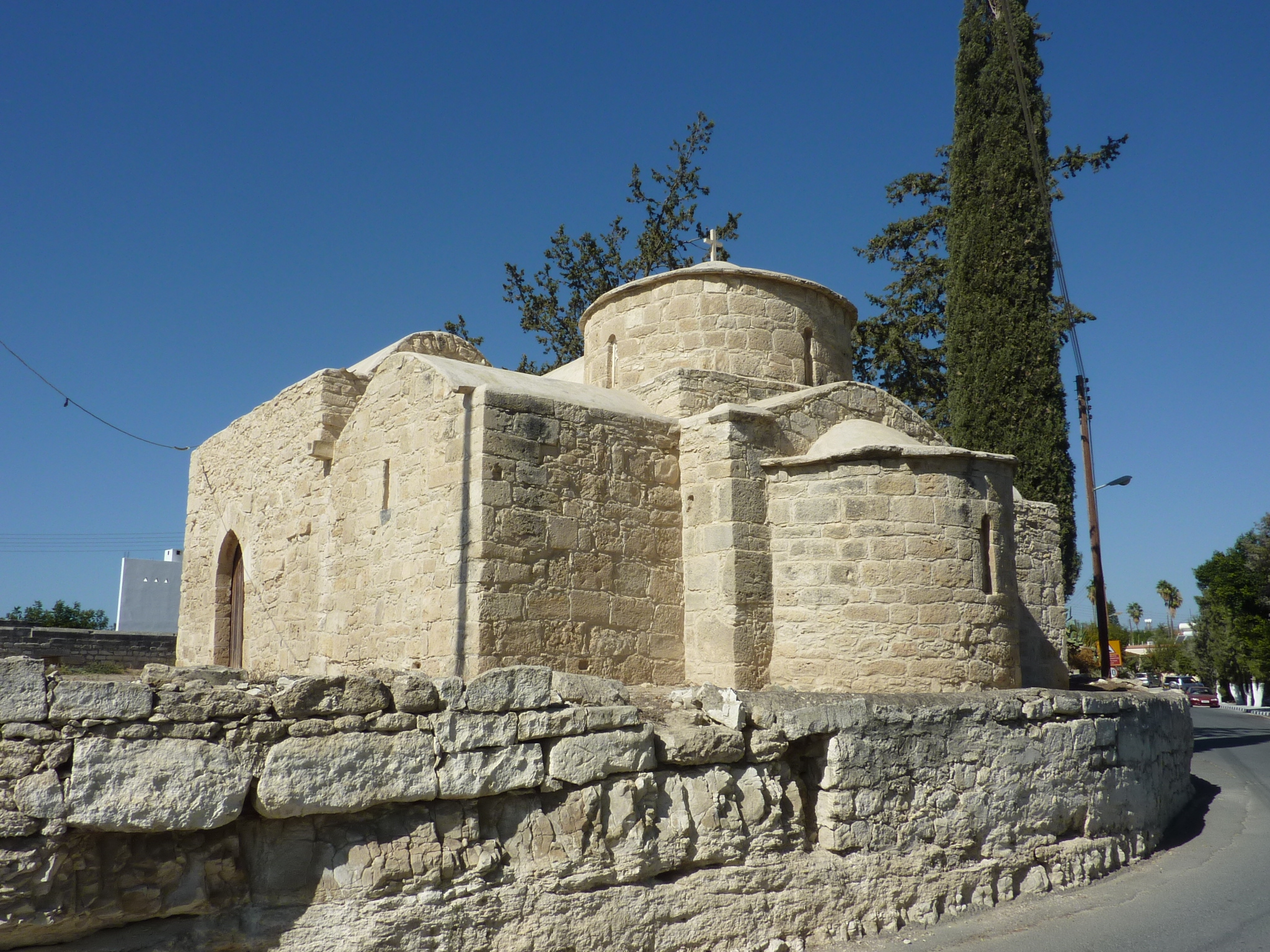
Die Kirche Agios Eustathios

- Agios Eustathios ist ein Kirchengebäude der zyprisch-orthodoxen Kirche in Kolossi unmittelbar neben dessen gleichnamigen Burg.